# Mistrovství světa v judu 1975 – muži – střední váha (-80kg)
Zápasy v judu na IX. mistrovství světa v kategorii středních vah mužů proběhly ve Vídni, 24. říjen 1975.

## Finále
| Finále      |             |
| ----------- | ----------- |
| Jošimi Hara | Šózó Fudžii |
| Šózó Fudžii | Šózó Fudžii |

## Opravy / O bronz
Do oprav se dostali judisté, kteří během turnaje prohráli svůj zápas s jedním ze dvou finalistů.
| opravy               | opravy                | opravy               | o bronz         |                 |
| -------------------- | --------------------- | -------------------- | --------------- | --------------- |
| Fred Marhenke        | Fred Marhenke         | Fred Marhenke        | Adam Adamczyk   | Adam Adamczyk   |
| Fritz Kaiser         | Fred Marhenke         | Fred Marhenke        | Adam Adamczyk   | Adam Adamczyk   |
|                      | Abdulgadži Barkalajev | Fred Marhenke        | Adam Adamczyk   | Adam Adamczyk   |
|                      |                       | Adam Adamczyk        | Adam Adamczyk   | Adam Adamczyk   |
|                      |                       |                      | Endre Kiss      | Adam Adamczyk   |
| Raimund Hargesheimer | Raimund Hargesheimer  | Raimund Hargesheimer | Alexej Volosov  | Jean-Paul Coche |
| Svetoslav Velčev     | Raimund Hargesheimer  | Raimund Hargesheimer | Alexej Volosov  | Jean-Paul Coche |
|                      | Paul Buganey          | Raimund Hargesheimer | Alexej Volosov  | Jean-Paul Coche |
|                      |                       | Alexej Volosov       | Alexej Volosov  | Jean-Paul Coche |
|                      |                       |                      | Jean-Paul Coche | Jean-Paul Coche |

## Pavouk
|   | 1/64                  | 1/32                  | 1/16                  | čtvrtfinále     | semifinále      | finále      |
| - | --------------------- | --------------------- | --------------------- | --------------- | --------------- | ----------- |
| A | volný los             | Per Hansen            | Guy Auffray           | Steve Cohen     | Endre Kiss      | Jošimi Hara |
| A | volný los             | Per Hansen            | Guy Auffray           | Steve Cohen     | Endre Kiss      | Jošimi Hara |
| A | Guy Auffray           | Guy Auffray           | Guy Auffray           | Steve Cohen     | Endre Kiss      | Jošimi Hara |
| A | Daniel Guldemont      | Guy Auffray           | Guy Auffray           | Steve Cohen     | Endre Kiss      | Jošimi Hara |
| A | Claudio Gubser        | Claudio Gubser        | Steve Cohen           | Steve Cohen     | Endre Kiss      | Jošimi Hara |
| A | Borges                | Claudio Gubser        | Steve Cohen           | Steve Cohen     | Endre Kiss      | Jošimi Hara |
| A | volný los             | Steve Cohen           | Steve Cohen           | Steve Cohen     | Endre Kiss      | Jošimi Hara |
| A | volný los             | Steve Cohen           | Steve Cohen           | Steve Cohen     | Endre Kiss      | Jošimi Hara |
| A | Kim Pjong-min         | Kim Pjong-min         | Kim Pjong-min         | Endre Kiss      | Endre Kiss      | Jošimi Hara |
| A | I Čong-te             | Kim Pjong-min         | Kim Pjong-min         | Endre Kiss      | Endre Kiss      | Jošimi Hara |
| A | Roy Inman             | Roy Inman             | Kim Pjong-min         | Endre Kiss      | Endre Kiss      | Jošimi Hara |
| A | Theo Knegjens         | Roy Inman             | Kim Pjong-min         | Endre Kiss      | Endre Kiss      | Jošimi Hara |
| A | Will Williamski       | Endre Kiss            | Endre Kiss            | Endre Kiss      | Endre Kiss      | Jošimi Hara |
| A | Endre Kiss            | Endre Kiss            | Endre Kiss            | Endre Kiss      | Endre Kiss      | Jošimi Hara |
| A | volný los             | Rainer Fischer        | Endre Kiss            | Endre Kiss      | Endre Kiss      | Jošimi Hara |
| A | volný los             | Rainer Fischer        | Endre Kiss            | Endre Kiss      | Endre Kiss      | Jošimi Hara |
| B | volný los             | Ž. Železov            | Ž. Železov            | Adam Adamczyk   | Jošimi Hara     | Jošimi Hara |
| B | volný los             | Ž. Železov            | Ž. Železov            | Adam Adamczyk   | Jošimi Hara     | Jošimi Hara |
| B | Morten Yggeseth       | Morten Yggeseth       | Ž. Železov            | Adam Adamczyk   | Jošimi Hara     | Jošimi Hara |
| B | Dennis                | Morten Yggeseth       | Ž. Železov            | Adam Adamczyk   | Jošimi Hara     | Jošimi Hara |
| B | Paul De Malmanche     | Petterson             | Adam Adamczyk         | Adam Adamczyk   | Jošimi Hara     | Jošimi Hara |
| B | Petterson             | Petterson             | Adam Adamczyk         | Adam Adamczyk   | Jošimi Hara     | Jošimi Hara |
| B | Eduard Ällig          | Adam Adamczyk         | Adam Adamczyk         | Adam Adamczyk   | Jošimi Hara     | Jošimi Hara |
| B | Adam Adamczyk         | Adam Adamczyk         | Adam Adamczyk         | Adam Adamczyk   | Jošimi Hara     | Jošimi Hara |
| B | Slavko Obadov         | Abdulgadži Barkalajev | Abdulgadži Barkalajev | Jošimi Hara     | Jošimi Hara     | Jošimi Hara |
| B | Abdulgadži Barkalajev | Abdulgadži Barkalajev | Abdulgadži Barkalajev | Jošimi Hara     | Jošimi Hara     | Jošimi Hara |
| B | Gandolgoryn Bacüch    | José Luis de Frutos   | Abdulgadži Barkalajev | Jošimi Hara     | Jošimi Hara     | Jošimi Hara |
| B | José Luis de Frutos   | José Luis de Frutos   | Abdulgadži Barkalajev | Jošimi Hara     | Jošimi Hara     | Jošimi Hara |
| B | Fred Marhenke         | Jošimi Hara           | Jošimi Hara           | Jošimi Hara     | Jošimi Hara     | Jošimi Hara |
| B | Jošimi Hara           | Jošimi Hara           | Jošimi Hara           | Jošimi Hara     | Jošimi Hara     | Jošimi Hara |
| B | volný los             | Fritz Kaiser          | Jošimi Hara           | Jošimi Hara     | Jošimi Hara     | Jošimi Hara |
| B | volný los             | Fritz Kaiser          | Jošimi Hara           | Jošimi Hara     | Jošimi Hara     | Jošimi Hara |
| C | volný los             | Scott                 | Bernd Look            | Jean-Paul Coche | Jean-Paul Coche | Šózó Fudžii |
| C | volný los             | Scott                 | Bernd Look            | Jean-Paul Coche | Jean-Paul Coche | Šózó Fudžii |
| C | Bernd Look            | Bernd Look            | Bernd Look            | Jean-Paul Coche | Jean-Paul Coche | Šózó Fudžii |
| C | Walter Huber          | Bernd Look            | Bernd Look            | Jean-Paul Coche | Jean-Paul Coche | Šózó Fudžii |
| C | Gaston Oula           | Gaston Oula           | Jean-Paul Coche       | Jean-Paul Coche | Jean-Paul Coche | Šózó Fudžii |
| C | Chuang Liou-chuej     | Gaston Oula           | Jean-Paul Coche       | Jean-Paul Coche | Jean-Paul Coche | Šózó Fudžii |
| C | volný los             | Jean-Paul Coche       | Jean-Paul Coche       | Jean-Paul Coche | Jean-Paul Coche | Šózó Fudžii |
| C | volný los             | Jean-Paul Coche       | Jean-Paul Coche       | Jean-Paul Coche | Jean-Paul Coche | Šózó Fudžii |
| C | Gilbert Gustin        | Gilbert Gustin        | Carlos Motta          | I Han-sok       | Jean-Paul Coche | Šózó Fudžii |
| C | Jürg Röthlisberger    | Gilbert Gustin        | Carlos Motta          | I Han-sok       | Jean-Paul Coche | Šózó Fudžii |
| C | Carlos Motta          | Carlos Motta          | Carlos Motta          | I Han-sok       | Jean-Paul Coche | Šózó Fudžii |
| C | Clyde Worthen         | Carlos Motta          | Carlos Motta          | I Han-sok       | Jean-Paul Coche | Šózó Fudžii |
| C | I Han-sok             | I Han-sok             | I Han-sok             | I Han-sok       | Jean-Paul Coche | Šózó Fudžii |
| C | Brian Jacks           | I Han-sok             | I Han-sok             | I Han-sok       | Jean-Paul Coche | Šózó Fudžii |
| C | volný los             | Eddy Baselmans        | I Han-sok             | I Han-sok       | Jean-Paul Coche | Šózó Fudžii |
| C | volný los             | Eddy Baselmans        | I Han-sok             | I Han-sok       | Jean-Paul Coche | Šózó Fudžii |
| D | volný los             | Paul Buganey          | Paul Buganey          | Šózó Fudžii     | Šózó Fudžii     | Šózó Fudžii |
| D | volný los             | Paul Buganey          | Paul Buganey          | Šózó Fudžii     | Šózó Fudžii     | Šózó Fudžii |
| D | Mihály Szabó          | Garry Hirose          | Paul Buganey          | Šózó Fudžii     | Šózó Fudžii     | Šózó Fudžii |
| D | Garry Hirose          | Garry Hirose          | Paul Buganey          | Šózó Fudžii     | Šózó Fudžii     | Šózó Fudžii |
| D | Svetoslav Velčev      | Svetoslav Velčev      | Šózó Fudžii           | Šózó Fudžii     | Šózó Fudžii     | Šózó Fudžii |
| D | Hansen                | Svetoslav Velčev      | Šózó Fudžii           | Šózó Fudžii     | Šózó Fudžii     | Šózó Fudžii |
| D | Raimund Hargesheimer  | Šózó Fudžii           | Šózó Fudžii           | Šózó Fudžii     | Šózó Fudžii     | Šózó Fudžii |
| D | Šózó Fudžii           | Šózó Fudžii           | Šózó Fudžii           | Šózó Fudžii     | Šózó Fudžii     | Šózó Fudžii |
| D | volný los             | Dambadžavyn Cend–Ajúš | Alexej Volosov        | Alexej Volosov  | Šózó Fudžii     | Šózó Fudžii |
| D | volný los             | Dambadžavyn Cend–Ajúš | Alexej Volosov        | Alexej Volosov  | Šózó Fudžii     | Šózó Fudžii |
| D | Alexej Volosov        | Alexej Volosov        | Alexej Volosov        | Alexej Volosov  | Šózó Fudžii     | Šózó Fudžii |
| D | Bertil Ström          | Alexej Volosov        | Alexej Volosov        | Alexej Volosov  | Šózó Fudžii     | Šózó Fudžii |
| D | Gerold Jungwirth      | Gerold Jungwirth      | Antoni Reiter         | Alexej Volosov  | Šózó Fudžii     | Šózó Fudžii |
| D | Novica Todorović      | Gerold Jungwirth      | Antoni Reiter         | Alexej Volosov  | Šózó Fudžii     | Šózó Fudžii |
| D | volný los             | Antoni Reiter         | Antoni Reiter         | Alexej Volosov  | Šózó Fudžii     | Šózó Fudžii |
| D | volný los             | Antoni Reiter         | Antoni Reiter         | Alexej Volosov  | Šózó Fudžii     | Šózó Fudžii |